# Bougret et Charolles
 (signalé en juin 2025).
Si vous disposez d'ouvrages ou d'articles de référence ou si vous connaissez des sites web de qualité traitant du thème abordé ici, merci de compléter l'article en donnant les références utiles à sa vérifiabilité et en les liant à la section « Notes et références ».
- Archive Wikiwix
- Bing
- Cairn
- DuckDuckGo
- E. Universalis
- Gallica
- Google
- G. Books
- G. News
- G. Scholar
- Persée
- Qwant
- (zh) Baidu
- (ru) Yandex
- (wd) trouver des œuvres sur Wikidata

Pour les articles homonymes, voir Charolles (homonymie).
Bougret et Charolles sont un duo de personnages emblématiques de la série de bande dessinée française Rubrique-à-brac créée par Gotlib et initialement publiée dans le journal Pilote.
La trame de chaque épisode est invariante : le commissaire Bougret, assisté de son fidèle Charolles, mène une enquête sur un fond absurde. Les suspects sont toujours Aristidès Othon Frédéric Wilfrid et Blondeaux Georges Jacques Babylas, ce dernier finissant toujours par être accusé d'être le coupable (à raison, mais grâce à des raisonnements loufoques qui ne tiennent jamais compte des indices pourtant évidents).

## Personnages
- Le commissaire Bougret a toujours réponse à tout, il est le mentor de son assistant. C'est lui qui déniche les indices aussi invisibles aux yeux du lecteur que ridicules, hilarants et pourtant justes, n'ayant souvent aucun rapport avec les indices trouvés sur les lieux du crime (lesquels désignent pourtant ostensiblement le coupable).
- Charolles est maladroit mais obéissant et admiratif des compétences du commissaire (« chapeau patron ! »). Il aime flirter avec la secrétaire, mais leur petit jeu est toujours brutalement interrompu par l'arrivée soudaine du « patron », Bougret.
- Aristidès Othon Frédéric Wilfrid donne une impression de personnage froid et sombre, qui aurait tous les traits du méchant dans une bande dessinée classique, mais est pourtant innocent. Il est souvent dépeint comme un étranger.
- Blondeaux Georges Jacques Babylas est toujours coopératif lors de l'enquête ; il joue l'innocent. Pourtant, c'est lui qui finit par être démasqué comme le coupable, et avoue par l'expression « Enfer et damnation, je suis fait ! ».

## Histoire de la série
Les noms des deux personnages s'inspireraient de ceux des deux héros successifs de la série télévisée Les Cinq Dernières Minutes, Bourrel et Chabrol. Bougret est un mot-valise fait à partir de Bourrel (le commissaire incarné dans la série par Raymond Souplex), et de Maigret, le personnage de Georges Simenon. Charolles évoque le commissaire Cabrol incarné par Jacques Debary dans la série télévisée Les Cinq Dernières Minutes. C'est au Bourrel de  Raymond Souplex et à son « Bon Dieu ! Mais c'est... bien sûr ! » que Charolles doit son expression fétiche : « Bon sang mais c'est bien sûr ! »
Dans le documentaire consacré à Gotlib réalisé par Jean-Loup Martin, l'auteur révèle la raison de ces caricatures tendant vers la private joke : les enquêtes de Bougret et Charolles, avant d'être une bande dessinée publiée dans la Rubrique-à-brac de Pilote, furent créées dans le cadre du Feu de Camp du Dimanche Matin, une éphémère émission radiophonique  animée par l'équipe du magazine. Ainsi, à chaque épisode, le commissaire était interprété par Gébé, son adjoint par Gotlib, l'éternel coupable par Goscinny, et le suspect innocent par Fred.
Naturellement, Gotlib a conservé la référence à ses camarades en transposant le feuilleton radiophonique sous forme de bande dessinée :
- l'apparence physique de Bougret est inspirée de celle du dessinateur Gébé ;
- Charolles est une caricature de Gotlib lui-même ;
- Aristidès Othon Frédéric Wilfrid est une caricature de Fred, un autre dessinateur de bandes dessinées (dont le nom véritable est justement Frédéric Othon Aristidès) ;
- et Blondeaux Georges Jacques Babylas est une caricature de Goscinny (bien que Blondeaux Georges soit en fait le vrai nom de Gébé).

De nombreuses variantes existent. Mentionnons Sherlock Bougres tout en franglais (« aille demande qu'à vous croire, beut canne iou prouve it ? ») ou encore la première enquête de nos héros, encore au cours préparatoire (« en routte vaire de nouvailes zavantturent ! »).
Une libre adaptation cinématographique, Les vécés étaient fermés de l'intérieur, réalisée par Patrice Leconte, est sortie sur les écrans en 1976 : Bougret et Charolles, interprétés par Jean Rochefort et Coluche, y sont rebaptisés Pichard et Charbonnier.
Depuis, l'assistant de Bougret, Charolles, a vécu de nouvelles aventures sous le crayon de Maëster (avec l'assentiment de Gotlib). Devenu le Commissaire Charolles (toujours sous l'apparence de Gotlib) et désormais accompagné de l'inspecteur Piggs (une caricature de Maëster lui-même), ses enquêtes ont été publiées dans les pages de Fluide glacial, puis réunies dans l'album Meurtres fatals paru en novembre 1997 puis Meurtres fatals 002 paru en 1999.